# エドヴィンス・シュノア
エドヴィンス・シュノア（ラトビア語: Edvīns Šnore）は、ラトビアの映画監督、政治家。2014年、2018年にサエイマの議員を務めた。
エドヴィンス・シュノアは2008年のドキュメンタリー「ソビエト・ストーリー」で有名になった。 